# Pennisetia bohemica
Pennisetia bohemica is een vlinder uit de familie wespvlinders (Sesiidae), onderfamilie Tinthiinae.
Pennisetia bohemica is voor het eerst wetenschappelijk beschreven door Králícek & Povolný in 1974. De soort komt voor in het Palearctisch gebied.